# Margizoides
Margizoides là một chi bướm đêm thuộc họ Erebidae.